# Fødselsdagsgaven (film fra 1913)
 For alternative betydninger, se Fødselsdagsgaven. (Se også artikler, som begynder med Fødselsdagsgaven)
Fødselsdagsgaven er en dansk stumfilm fra 1913 instrueret af August Blom.

## Handling
Denne artikel mangler et handlingsreferat. Hjælp os med at skrive det.

## Medvirkende
- Valdemar Psilander, Boldt, polyteknisk kandidat
- Jutta Lund, Enkefru Balle, pensionatsveninde
- Ebba Thomsen, Erika, fru Balles datter
- Anton Gambetta Salmson, Søderberg, fuldmægtig
- Frederik Jacobsen
- Betzy Kofoed
- Lily Frederiksen, Barnet
- Otto Lagoni